# Julius Riyadi Darmaatmadja
Julius Riyadi Darmaatmadja, né le 20 décembre 1934, est un cardinal indonésien, jésuite et archevêque émérite de Jakarta en Indonésie depuis 2010. 

## Biographie

### Prêtre
Julius Riyadi Darmaatmadja a prononcé ses premiers vœux chez les Jésuites le 8 septembre 1959.
Il a obtenu une licence de philosophie en Inde. Il sait parler le Bahasa Indonésia (l'Indonésien), mais sa langue maternelle est le Javanais. Il parle très bien l'Anglais, et il connaît un peu le Néerlandais. 
Il est ordonné prêtre le 18 décembre 1969 pour la Compagnie de Jésus (jésuites). 
Il enseigne alors dans un petit séminaire tout en exerçant des ministères en paroisse.
De 1981 à 1983, il est supérieur provincial des jésuites pour l'Indonésie.

### Évêque
Nommé archevêque de Semarang le 19 février 1983, il est consacré le 29 juin suivant par le cardinal Justinus Darmojuwono. 
Il est également évêque aux armées indonésiennes du 28 avril 1984 au 2 janvier 2006. 
Il est transféré au siège métropolitain de Jakarta le 11 janvier 1996.
Il préside la Conférence des évêques d’Indonésie de 1988 à 1997.
Il se retire de sa charge d'archevêque le 28 juin 2010. Son coadjuteur, Ignatius Suharyo Hardjoatmodjo qui avait précédemment pris sa succession à Semarang et au diocèse aux armées, lui succède.

### Cardinal
Il est créé cardinal par le pape Jean-Paul II lors du consistoire du 26 novembre 1994 avec le titre de cardinal-prêtre du Sacro Cuore di Maria.
Au sein de la Curie romaine, il est membre de la Congrégation pour l'évangélisation des peuples, du Conseil pontifical pour le dialogue inter-religieux et du Conseil pontifical pour la culture.
Il participe au conclave de 2005 (élection de Benoît XVI), mais ne se rend pas à Rome pour le conclave de 2013 (élection de François) en raison de ses problèmes de santé, du fait de sa cécité. Il atteint la limite d'âge le 20 décembre 2014, ce qui l'empêche de participer au conclave de 2025 (élection de Léon XIV).